# Oziroe pomensis
Oziroe pomensis är en sparrisväxtart som beskrevs av Pierfelice Ravenna. Oziroe pomensis ingår i släktet Oziroe och familjen sparrisväxter. Inga underarter finns listade i Catalogue of Life.